# Benidorm Fest 2024
La terza edizione del Benidorm Fest si è svolta dal 30 gennaio al 3 febbraio 2024 presso il Palau Municipal d'Esports l'Illa di Benidorm e ha selezionato il rappresentante della Spagna all'Eurovision Song Contest 2024 a Malmö.
I vincitori sono stati i Nebulossa con Zorra.

## Organizzazione
L'11 maggio 2023 l'emittente Radiotelevisión Española (RTVE) ha confermato la partecipazione della Spagna all'Eurovision Song Contest 2024, annunciando inoltre l'organizzazione della terza edizione del Benidorm Fest per selezionare il proprio rappresentante.
Il successivo 26 luglio sono stati resi noti tutti i dettagli relativi all'evento. Come nell'edizione precedenti, il concorso si è svolto in due semifinali e una finale, in cui sedici candidati hanno eseguito dal vivo i loro brani.
Il successivo 16 maggio 2023 l'emittente ha dato la possibilità agli aspiranti partecipanti di inviare i propri brani entro il 10 ottobre dello stesso anno, con la condizione che le canzoni fossero principalmente scritte in lingua spagnola o in una delle sue lingue co-ufficiali e che gli artisti partecipanti fossero cittadini o residenti permanenti in Spagna. Oltre a ciò, nel mese di settembre compositori e parolieri nazionali ed internazionali sono stati invitati a prendere parte ad un laboratorio musicale a Benidorm, in modo tale da scrivere i brani che avrebbero preso parte alla manifestazione.
Il pubblico (rappresentato dal televoto e da una giuria demoscopica composta da un campione della popolazione spagnola di 350 individui selezionato con criteri statistici) e una giuria internazionale voteranno le loro canzoni preferite, con il risultato finale determinato dalla combinazione dei vari punteggi.

### Giuria
La giuria è stata composta da:
- Beatriz Luengo, attrice, cantante e ballerina;
- Guille Milkway, disc jockey e produttore discografico;
- Ángela Carrasco, cantautrice ed attrice;
- Carlos Baute, cantante, attore e conduttore televisivo;
- David Tserunyan, capodelegazione dell'Armenia all'Eurovision Song Contest;
- Nicoline Refsing, direttore artistico dell'Eurovision Song Contest 2014;
- Marta Piekarska, capodelegazione della Polonia all'Eurovision Song Contest;
- Lee Smithurst, capodelegazione del Regno Unito all'Eurovision Song Contest.

## Partecipanti
RTVE ha selezionato i 16 partecipanti fra le 825 proposte ricevute, annunciati l'11 novembre 2023.
La data di presentazione dei brani selezionati era stata fissata per il 14 dicembre 2023, tuttavia tutti i titoli dei brani sono stati rivelati una settimana prima, con alcune canzoni trapelate prima del rilascio ufficiale, il che ha spinto RTVE a prendere in considerazione un'azione legale.
| Artista        | Titolo                            | Lingua                      | Compositori |
| -------------- | --------------------------------- | --------------------------- | --- |
| Almácor        | Brillos platino                   | Spagnolo                    | Alejandro Capdevilla Pérez, Arturo Almarcha Corella                                                                  |
| Angy Fernández | Sé quién soy                      | Spagnolo                    | Ángela María Fernández González, Dino Medanhodzic, Henrik Lundberg, Thomas Gustafsson                                |
| Dellacruz      | Beso en la mañana                 | Spagnolo                    | Carlos Almazán Fuentes, Jorge de la Cruz Correa                                                                      |
| Jorge González | Caliente                          | Spagnolo                    | Adrián Ghiardo, David Parejo Martín, Jorge González González, Manuel Brea Calvo                                      |
| Lérica         | Astronauta                        | Spagnolo                    | Antonio Mateo Chamorro, David Cuello, Eduardo Ruiz Sánchez, José Alfonso Cano Carrilero, Juan Carlos Arauzo Olivares |
| Mantra         | Me vas a ver                      | Spagnolo                    | Carlos Marco, Carlos Hugo Weinberg, Jonathan Burt, Natalia Neva, Paula Pérez Rubio                                   |
| María Peláe    | Remitente                         | Spagnolo                    | Alba Reig Gilabert, María Pelaez Sánchez                                                                             |
| Marlena        | Amor de verano                    | Spagnolo, inglese           | Ana Legazpi González, Carolina Moyano García, Joan Valls Paniza, Rubén Pérez Pérez                                   |
| Miss Caffeina  | Bla bla bla                       | Spagnolo                    | Alberto Jiménez Rodríguez, Antonio Poza Fernández, Sergio Sastre Sanz                                                |
| Nebulossa      | Zorra                             | Spagnolo                    | María Bas, Mark Dasousa                                                                                              |
| Noan           | Te echo de -                      | Spagnolo                    | Íñigo Samaniego, Juan Ewan, Pepe Bernabé                                                                             |
| Quique Niza    | Prisionero                        | Spagnolo                    | Kenji Domínguez Kato, José Ricardo Cortes Salcedo, Juan José Martín Martín, Óscar Cadena, Quique González            |
| Roger Padrós   | El temps                          | Catalano                    | Joel Condal Llorens, Roger Padrós de la Torre                                                                        |
| Sofia Coll     | Here to Stay                      | Spagnolo, inglese, catalano | Juan Manuel Pinzas Sueiro, Mauro Canut Guillén, Ignacio Canut Guillén, Sofia Coll i Benito                           |
| St. Pedro      | Dos extraños (cuarteto de cuerda) | Spagnolo                    | Ioné de la Cruz, Nelson Hernández, Pedro Hernández Herrera                                                           |
| Yoly Saa       | No se me olvida                   | Spagnolo                    | Emilio Maestre Rico, Yolanda Saa Filgueira                                                                           |

## Semifinali
Le semifinali si sono svolte in due serate, il 30 gennaio e il 1º febbraio 2024, e hanno visto competere 8 partecipanti ciascuna per i 4 posti per puntata destinati alla finale.

### Prima semifinale
La prima semifinale si è tenuta il 30 gennaio 2024 presso il Palau Municipal d'Esports l'Illa di Benidorm. L'ordine d'esibizione è stato reso noto il 22 gennaio 2024.
Durante la serata si sono esibiti come ospiti Mr. Rain e Beret che si sono esibiti durante il conteggio dei voti con Superhéroes. Successivamente Abraham Mateo si è esibito con il brano Tequiero insieme a Vicco, mentre quest'ultima ha terminato l'esibizione con il brano Nochentera, con cui ha partecipato durante l'edizione precedente del Benidorm Fest.
Ad accedere alla finale sono stati Sofia Coll, i Miss Caffeina, Angy Fernández e i Nebulossa.
| # | Artista        | Titolo       | Giuria | Pubblico | Pubblico    | Totale | Posizione |
| # | Artista        | Titolo       | Giuria | Televoto | Demoscopica | Totale | Posizione |
| - | -------------- | ------------ | ------ | -------- | ----------- | ------ | --------- |
| 1 | Lérica         | Astronauta   | 40     | 20       | 22          | 82     | 7         |
| 2 | Noan           | Te echo de - | 46     | 22       | 28          | 96     | 6         |
| 3 | Sofia Coll     | Here to Stay | 58     | 28       | 30          | 116    | 3         |
| 4 | Mantra         | Me vas a ver | 33     | 40       | 25          | 98     | 5         |
| 5 | Miss Caffeina  | Bla bla bla  | 64     | 25       | 16          | 105    | 4         |
| 6 | Quique Niza    | Prisionero   | 45     | 16       | 20          | 81     | 8         |
| 7 | Angy Fernández | Sé quién soy | 62     | 35       | 40          | 137    | 2         |
| 8 | Nebulossa      | Zorra        | 84     | 30       | 35          | 149    | 1         |

### Seconda semifinale
La seconda semifinale si è tenuta il 1º febbraio 2024 presso il Palau Municipal d'Esports l'Illa di Benidorm. L'ordine d'esibizione è stato reso noto il 22 gennaio 2024.
Durante la serata si sono esibiti come ospiti Sérgio Dalma, rappresentante della Spagna all'Eurovision Song Contest 1991, che si è esibito con Sonríe porque estás en la foto e Iñigo Quintero che si è esibita con Si no estás durante il conteggio dei voti.
Ad accedere alla finale sono stati María Peláe, St. Pedro, Jorge González e Almácor.
| # | Artista        | Titolo                            | Giuria | Pubblico | Pubblico    | Totale | Posizione |
| # | Artista        | Titolo                            | Giuria | Televoto | Demoscopica | Totale | Posizione |
| - | -------------- | --------------------------------- | ------ | -------- | ----------- | ------ | --------- |
| 1 | María Peláe    | Remitente                         | 71     | 30       | 30          | 131    | 2         |
| 2 | Dellacruz      | Beso en la mañana                 | 22     | 16       | 16          | 54     | 8         |
| 3 | Marlena        | Amor de verano                    | 48     | 20       | 28          | 96     | 6         |
| 4 | St. Pedro      | Dos extraños (cuarteto de cuerda) | 94     | 35       | 35          | 164    | 1         |
| 5 | Jorge González | Caliente                          | 42     | 40       | 40          | 122    | 3         |
| 6 | Yoly Saa       | No se me olvida                   | 35     | 22       | 22          | 79     | 7         |
| 7 | Roger Padrós   | El temps                          | 55     | 28       | 20          | 103    | 5         |
| 8 | Almácor        | Brillos platino                   | 65     | 25       | 25          | 115    | 4         |

## Finale
La finale si è tenuta il 3 febbraio 2024 presso il Palau Municipal d'Esports l'Illa di Benidorm. L'ordine d'esibizione è stato reso noto il 2 febbraio 2024.
Ruth Lorenzo, presentatrice dell'evento, ha aperto la serata cantando Dancing in the Rain, brano con cui ha rappresentato la Spagna all'Eurovision Song Contest 2014. Abraham Mateo, secondo ospite della serata si è esibito durante il conteggio dei voti con un medley di Falsos recuerdos e Clavaíto, mentre i Camela si sono esibiti con Lágrimas de amor.
I Nebulossa sono risultati i vincitori del festival dopo avere ottenuto il punteggio più alto dalla giuria di esperti e dal televoto, nonché il terzo più alto dalla giuria demoscopica. St. Pedro è arrivato anch'esso primo nel voto della giuria di esperti, ma il quarto e quinto posto conquistati rispettivamente nel voto della giuria demoscopica e nel televoto l'hanno costretto a fermarsi al secondo posto. Angy Fernández ha conquistato la medaglia di bronzo, conquistando il terzo posto nel voto delle giurie di esperti e del televoto, nonché il secondo posto nella giuria demoscopica. 
| # | Artista        | Titolo                            | Giuria | Pubblico | Pubblico    | Totale | Posizione |
| # | Artista        | Titolo                            | Giuria | Televoto | Demoscopica | Totale | Posizione |
| - | -------------- | --------------------------------- | ------ | -------- | ----------- | ------ | --------- |
| 1 | María Peláe    | Remitente                         | 41     | 20       | 25          | 86     | 6         |
| 2 | St. Pedro      | Dos extraños (cuarteto de cuerda) | 86     | 25       | 28          | 139    | 2         |
| 3 | Angy Fernández | Sé quién soy                      | 63     | 30       | 35          | 128    | 3         |
| 4 | Jorge González | Caliente                          | 49     | 35       | 40          | 124    | 4         |
| 5 | Nebulossa      | Zorra                             | 86     | 40       | 30          | 156    | 1         |
| 6 | Sofia Coll     | Here to Stay                      | 29     | 22       | 22          | 73     | 7         |
| 7 | Miss Caffeina  | Bla bla bla                       | 27     | 16       | 16          | 59     | 8         |
| 8 | Almácor        | Brillos platino                   | 51     | 28       | 20          | 99     | 5         |

## Ascolti
| Puntata    | Messa in onda    | Telespettatori | Share | Note   |
| ---------- | ---------------- | -------------- | ----- | ------ |
| Semifinali | 30 gennaio 2024  | 1 005 000      | 10,8% | [ 15 ] |
| Semifinali | 1º febbraio 2024 | 1 039 000      | 10,5% | [ 16 ] |
| Finale     | 3 febbraio 2024  | 1 977 000      | 16,6% | [ 17 ] |
| Media      | Media            | 1 340 000      | 12,6% |        |